# María Teresa Tusié Luna
María Teresa Tusié Luna es una médica e investigadora mexicana. Es la jefa de la Unidad de Biología Molecular y Medicina Genómica del Instituto Nacional de Ciencias Médicas y Nutrición Salvador Zubirán (INCMNSZ) e investigadora en el Instituto de Investigaciones Biomédicas de la UNAM. Una de sus aportaciones más relevantes es la identificación del gen SF11 que explica cerca del 25% del riesgo genético para desarrollar diabetes mellitus tipo 2. Además ha sido reconocida en múltiples ocasiones a nivel nacional e internacional, entre los que destaca el Premio a la Investigación de Defectos al Nacimiento GEN.

## Trayectoria y distinciones académicas
Obtuvo el título de Médico Cirujano por la Universidad Nacional Autónoma de México en 1983. Posteriormente en 1991 se graduó del doctorado en Biología Celular y Genética Humana por Escuela de Medicina de la Universidad Cornell, de Nueva York, Estados Unidos. Después de sus estudios de posgrado realizó tres posdoctorados en la Universidad Rockefeller, la Universidad de Columbia y la Universidad Cornell.
Es investigadora titular del Instituto de Investigaciones Biomédicas de la UNAM desde 1991 en el departamento de Medicina Genómica y Toxicología Ambiental. Desde 2001 es jefa de la Unidad de Biología Molecular y Medicina Genómica del INCMNSZ, y miembro nivel III del Sistema Nacional de Investigadores desde 2013. Durante el periodo de 2014-2016 fue la investigadora principal y coordinadora por México de la Iniciativa Slim en Medicina Genómica.
Su principal línea de investigación es la búsqueda de los genes implicados en el desarrollo de enfermedades genéticas complejas como la diabetes mellitus tipo 2 y distintas dislipidemias relacionadas con riesgo cardiovascular en la población mexicana. Una de sus aportaciones más relevantes es la identificación del gen SF11 que explica cerca del 25% del riesgo genético para desarrollar diabetes mellitus tipo 2.

## Distinciones académicas
Durante su trayectoria ha sido acreedora a más de 17 premios nacionales e internacionales, entre ellos destacan:
- 2000 - Premio Reina Sofía de Investigación sobre Prevención de las de ciencias
- 2017 - Premio a la Investigación de Defectos al Nacimiento GEN por la investigación: Determinantes Genéticos para el Desarrollo de las Diabetes Gestacional en Mujeres Mexicanas, al descubrir que la diabetes gestacional en embarazadas, no sólo daña a la madre, sino también al recién nacido. Premio recibido durante la XXIII ceremonia de entrega.[5]
- 2018 - Premio Aida Weiss PIUS-UNAM en Investigación Genómica Aplicada a la Salud
- 2015-2019 - Jurado Evaluador del Premio de Investigación en Biomedicina Dr. Rubén Lisker

## Publicaciones destacadas
Hasta 2021 cuenta con 90 artículos publicados y 12563 citas en Google Académico entre los que destacan:
- Analysis of protein-coding genetic variation in 60,706 humans. M Lek, KJ Karczewski, EV Minikel, KE Samocha, E Banks, T Fennell. Nature 536 (7616), 285-291, 2016.
- Disease expression and molecular genotype in congenital adrenal hyperplasia due to 21-hydroxylase deficiency. PW Speiser, J Dupont, D Zhu, J Serrat, M Buegeleisen, MT Tusie-Luna. The Journal of clinical investigation 90 (2), 584-595, 1992.
- SCN4B-encoded sodium channel β4 subunit in congenital long-QT syndrome. A Medeiros-Domingo, T Kaku, DJ Tester, P Iturralde-Torres, A Itty, B Ye. Circulation 116 (2), 134, 2007.
- The product of the CYP11B2 gene is required for aldosterone biosynthesis in the human adrenal cortex. KM Curnow, MT Tusie-Luna, L Pascoe, R Natarajan, JL Gu, JL Nadler. Molecular Endocrinology 5 (10), 1513-1522, 1991.
- High adiponectin concentrations are associated with the metabolically healthy obese phenotype. CA Aguilar-Salinas, EG García, L Robles, D Riano, DG Ruiz-Gómez. The Journal of Clinical Endocrinology & Metabolism 93 (10), 4075-4079, 2008.